# Lejeunea mehrana
Lejeunea mehrana là một loài Rêu trong họ Lejeuneaceae. Loài này được M. Dey, D.K. Singh & D. Singh mô tả khoa học đầu tiên năm 2008.